# ジョンソン・エンド・ジョンソン
ジョンソン・エンド・ジョンソン（英: Johnson & Johnson）は、アメリカ合衆国ニュージャージー州ニューブランズウィックに本社を置く、製薬、医療機器その他のヘルスケア関連製品を取り扱う多国籍企業である。ニューヨーク証券取引所上場企業（NYSE: JNJ）。
Johnson & Johnson（JNJ）のカタカナ表記は公式に定められておらず、ばらつきがある。本項では、後述の日本法人名と同一のジョンソン・エンド・ジョンソンとする。翻訳によっては、ジョンソン・アンド・ジョンソンという表記もあり、米JNJ社の日本語資料でも散見される。しかし、日本法人名として使った場合には誤りである。

## 概要
ロバート・ウッド・ジョンソン、ジェームス・ウッド・ジョンソン、エドワード・ミード・ジョンソンのジョンソン三兄弟が創業した。滅菌の概念を世界で初めて製品に導入。家庭用のバンドエイドや綿棒、ベビーオイルから医療機関で使用する医療機器、薬剤、薬、コンタクトレンズのアキュビューなどを製造販売している。一般企業の社訓にあたる Our Credo（我が信条）が有名。50年以上10%成長を続けている。

1886年1月から2023年9月まで使用された旧ロゴ

ジョンソン・エンド・ジョンソングループでは、ジョンソン・エンド・ジョンソン株式会社の社内組織として社内カンパニー制を採用しており、コンシューマー カンパニー、メディカル カンパニー、ビジョンケア カンパニーのそれぞれのカンパニーがある。事業部はエチコン、ASP、エチコンエンドサージェリー、オーソ・クリニカルダイアグノスティックス、バイオセンスウエブスター、コッドマン、マイテック、デピュー、デピュースパイン、コーディス、コンシューマー、など。また、「ジョンソン・エンド・ジョンソン」ブランドの各カンパニーとは別に、独立した医療用医薬品部門のヤンセン ファーマがある。
2022年11月1日、 人工心臓メーカーのアビオメッドをでM&Aを通じて買収すると発表した。
なお、アメリカ合衆国の主に家庭用洗剤を製造、販売する化学メーカー『SCジョンソン』およびその日本法人である『ジョンソン株式会社』との関係はない。

## 日本法人
日本法人はジョンソン・エンド・ジョンソン株式会社（英: Johnson & Johnson K.K./JJKK）およびヤンセンファーマ株式会社（英: Janssen Pharmaceutical K.K /JPKK）で、本社は共に東京都千代田区西神田三丁目5番2号にある千代田ファーストビル西館（社内呼称名、J-One Tower（ジェイ・ワン・タワー））に構える。両社共に1978年に創立。日本におけるJJKKの工場は福島県須賀川市にある。
2007年1月1日から全ての職場エリアが禁煙となったほか、日本法人のメディカルカンパニーの全従業員については所定労働時間中は休憩時間を除き一切の喫煙が禁止されている。ただし、派遣社員、業務委託社員等の非正規従業員に限り、職場エリア外での喫煙を所定労働時間中でも許可されている。

### 取り扱い製品
日本の一般向け製品はJNTLコンシューマーヘルスが、使い捨てコンタクトレンズの「アキュビュー」は日本法人のビジョンケアカンパニーが、それぞれ販売している。
一般用医薬品は、アメリカ本社が2006年5月にファイザー社の一般用医薬品事業を譲受し、日本も2007年8月にファイザーの一般用医薬品事業をコンシューマーカンパニーが譲り受けたが、2012年10月から武田薬品工業が販売する。すでに製造委託している一部製品は販売提携となる。2017年4月に武田薬品工業のコンシューマーヘルスケア事業が分社化され、武田コンシューマーヘルスケア（現在のアリナミン製薬）が販売する。テレビ広告については、同社各製品の欄を参照。
医療・衛生用品として、バンドエイド、キズパワーパッド、バンドエイドフットケア、ジョンソン綿棒などがある。
赤ちゃん・子供のケア用品として、ジョンソンベビーには、スージングナチュラルズシリーズ、ベビーローション、ベビークリーム、ベビーオイル、ベビーパウダーがある。
スキンケア・化粧品として、ジョンソンボディケアには、ドリーミースキンシリーズ、ラスティングモイスチャーシリーズ、エクストラケアシリーズがあり、またニュートロジーナがある。
オーラルケア製品には、リーチ、ファイザーから譲り受けたプラックス、リステリンがあるが、リーチについては2017年5月1日より銀座ステファニー化粧品に移管された。これは、2016年10月に銀座ステファニー化粧品の親会社であるLG生活健康が、「リーチ」のアジアとオセアニアの事業を買収したことによるものである。
2022年11月1日に日本法人のコンシューマーカンパニーと日本法人が2019年1月17日に子会社化したドクターシーラボとその子会社のシーラボ・カスタマー・マーケティングが統合され、JNTLコンシューマーヘルスが発足。これにより、コンシューマーカンパニーの取扱品目に「ドクターシーラボ」の製品が合流することとなった。
OTC医薬品
☆印はファイザーから譲り受けた製品である。
- タイレノールA（解熱鎮痛薬）【第2類医薬品】 - 2000年9月に発売開始。当初は武田薬品工業が販売を行っていたが、2004年10月に当社直販体制へ移行し、2005年にリニューアルしている。なお、2012年10月から再び武田薬品工業の販売となり[7]、2017年4月に武田コンシューマーヘルスケア（現在のアリナミン製薬）の販売となる。日本で唯一、空腹時にも（風邪による発熱・悪寒の場合を除く）服用できる解熱鎮痛薬である。タイレノールというブランド名の由来は、アセトアミノフェンの正式な化学名、N-アセチル-p-アミノフェノールから取ったものである (acetyl-p-aminophenol)。また、眠くなる成分は入っていない。15歳以上の大人専用（製造販売元：東亜薬品）。
- ニコレット☆（禁煙補助薬）
- アネトン☆（鎮咳去痰薬・鼻炎用薬）
- コールタイジン点鼻液a⭐︎（鼻炎用薬）【指定第2類医薬品】 - 2009年7月発売。ステロイド成分プレドニゾロンと塩酸テトラヒドロゾリンを配合した点鼻薬。2012年1月にパッケージデザインをリニューアルし、「コールタイジン点鼻液」から商品名を変更（製造販売元：陽進堂）。
- テラマイシン軟膏a☆（化膿性皮膚疾患用薬）【第2類医薬品】 - 2種類の抗生物質（オキシテトラサイクリン塩酸塩+ポリミキシンB塩酸塩）を配合。（製造販売元：陽進堂）
- テラ・コートリル軟膏a☆（皮膚疾患治療薬）【指定第2類医薬品】 - 副腎皮質ステロイド成分（ヒドロコルチゾン）と抗生物質（オキシテトラサイクリン塩酸塩）を配合。（製造販売元：陽進堂）

※譲受当初は「新ストレイタスU」（水虫薬）、「コンフォートリセット」（便秘薬）、「タイザー」（乗り物酔い防止薬）、「バイシン」（目薬）、「テレスHi」（皮膚疾患治療薬）も販売していたが、現在は販売を終了している。
※「テラマイシン軟膏」と「テラ・コートリル軟膏」はこれまで医療用医薬品の扱いだったが、2009年6月から施行される改正薬事法に合わせ、2009年4月に一般用医薬品として適当な「効能・効果」、「用法・用量」の承認を取得しパッケージデザインをリニューアル（同時に「テレスHi」シリーズもパッケージデザインを変更）。2011年11月に小改良を行い、「テラマイシン軟膏a」・「テラ・コートリル軟膏a」に改名された。
広告出演者
アキュビューは該当項目参照

## 事件・不祥事

### タイレノール毒物混入死亡事件
1982年、アメリカ合衆国イリノイ州で第三者がタイレノール（解熱鎮痛薬）に毒物（シアン化合物）を混入し、7人が死亡するという事件が起こった。同社は直ちにアメリカ全土から全てのタイレノールを回収し、容易に開封できない容器に改良した。2,500人の従業員を動員し、回収費用に1億ドルを掛けた。
『ワシントン・ポスト』は「J&Jは費用を度外視して、正しいことを自発的に行う企業だというイメージを確立することに成功した」と論評した。この一件は、企業理念の実践や危機管理における対応策に題材として、しばしば取上げられている。

### 独禁法違反事件
2010年12月1日、公正取引委員会はジョンソン・エンド・ジョンソン日本法人に、私的独占の禁止及び公正取引の確保に関する法律の違反（不公正な取引方法）で排除措置命令を出した。1日使い捨てコンタクトレンズ「ワンデーアキュビュー」などについて、2008年12月ごろから2010年3月にかけ、取引先に対して新聞・雑誌などの広告で、自社製品の店頭販売価格を表示しないよう強要していた。

### 違法マーケティング
子会社のヤンセンファーマがリスパダールの不正表示・違法マーケティングで和解金を支払うことに合意した。

### 製品へのアスベスト混入
2019年、アメリカ食品医薬品局は、J&Jがアメリカ合衆国でオンライン販売していたベビーパウダーから、微量のアスベストを検出。会社は2018年に販売した当該ロットの自主回収を始めた。なお、過去に販売されていたベビーパウダーにもアスベストが混入していた時期があると疑われており、約15,000件の訴訟に直面している。
これに対してJ&Jは、一貫して原材料のタルクにアスベストが含まれていないことを主張している。しかしながら売り上げは徐々に減少したため、2020年5月19日、タルクを原料とするベビーパウダーの販売を、アメリカとカナダで中止することを発表した。

## テレビ番組
- 日経スペシャル ガイアの夜明け 一つの嘘で会社が消える 〜問われる企業倫理〜（2002年11月24日、テレビ東京）[16]。